# Juan José Ruiz
Juan José Ruiz (5 febbraio 1980) è un ex giocatore di calcio a 5 guatemalteco.

## Carriera
Come massimo riconoscimento in carriera vanta la partecipazione, con la nazionale guatemalteca, al FIFA Futsal World Championship 2000 in cui la selezione centroamericana è stata eliminata nel girone del primo turno comprendente Brasile, Portogallo e Kazakistan.